# Jim Goodwin
Jim Goodwin est un joueur international et entraîneur irlandais de football, né le 20 novembre 1981 à Waterford. Il évoluait au poste de milieu défensif.
Il est actuellement entraîneur de Dundee United FC.
Il a reçu une sélection en équipe d'Irlande lors de l'année 2002.

## Palmarès

### Comme joueur
Scunthorpe United
- League One
  - Champion (1) : 2007

 Saint Mirren
- Coupe de la ligue écossaise
  - Vainqueur (1) : 2013

### Comme entraîneur
Dundee United FC
- Championnat d'Ecosse de football de deuxième division
  - Champion (1) : 2024